# 中心地理論
中心地理論（ちゅうしんちりろん）は、都市機能の規模とその幾何学的な分布を示す都市地理学上の理論であり、立地論のうちのひとつである。代表的な研究者としてはドイツの地理学者・都市学者であるヴァルター・クリスタラー(Walter Christaller 1893-1969)、アウグスト・レッシュ(August Lösch 1906-1945)が挙げられる。
クリスタラーの1933年の主著『都市の立地と発展 (Die Zentralen Orte in Sűddeutschland)』（原著の表題は「南ドイツの中心地」の意）と、レッシュの1940年の主著『経済立地論 (Die räumliche Ordnung der Wirtschaft)』（原著の表題は「経済の空間的秩序」の意）は、どちらも供給される財の到達範囲・中心地の規模 (階層性) によって、幾何的・数学的に説明できる空間構造が生まれることを説明している。

## クリスタラーの中心地理論

上位階層の中心地から徐々に補完地域を重ね合わせていく図。

クリスタラーは商業やサービス業、公共サービスなどの都市的機能が国土に満遍なく財やサービスを供給するためにはどのような都市配置が効率的であるのか考え、南西ドイツにおいて実証研究を行った。
財やサービスは、多く生産・供給する機能は少数の地点に集中したのちに消費者に到達する。その財を 中心的財 といい、中心的財を供給する機能が集積した地点が中心地である。その到達範囲の大きいものを「高次な財」、小さいものを「低次な財」と呼ぶ。
財の到達範囲は、財の中心性によって異なる。低次な財である最寄品は消費者が近くで済ませたいので、狭い商圏で経営が成り立つ。一方で、高次な財である買回品は消費者が遠くまで出向くことをいとわないうえにめったに購入しないため、広い商圏が必要になる。このことから、高次な財ほど財の到達範囲が広くなるため、中心地機能には階層性が認められる。
中心地理論について、クリスタラーはK=3システム、K=4システム、K=7システムという3つのモデルを構築した。そのうち、K=3システムについては詳細な分析がされているが、K=4システム、K=7システムについては詳細な説明がなされていないと林上が指摘している。
中心地の階層性の説明として、商業施設の中心性とその立地を例として挙げる。中心性の高いものから並べるTemplate:松原。
百貨店広域から集客する (=財の到達範囲が大きい)、大規模な商業施設であり、百貨店同士の距離も離れている。取り扱う財は高級品を中心とした買回品である。
大型総合スーパー百貨店ほどではないが、比較的広い範囲から集客する。
コンビニ財の到達範囲が小さい。

### 前提条件
理論を構築するにあたってはいくつかの前提条件を据えている。
空間について
交通を妨げるものがなく、輸送があらゆる方向に向けて円滑に行われ、輸送費が移動距離に比例する均質的な輸送平面を想定しており、具体的には以下の3つが前提条件である。
- 地表面はアクセシビリティについて方向的な歪みがない
- 財の価格は地表上では変わらない
- 地表上の全ての場所は中心地になる確率が同じである

供給者・消費者の行動について
また、以下の3つの行動仮定もなされている。
- 消費者は最も安価な供給地で求めようとする
- 供給者はその財の到達範囲の下限[注釈 2]が達成されるときにのみ市場に現れる
- 供給者は、中心地の数ができるだけ少なく、1つの中心地あたりの供給可能な財ができるだけ多くなるように現れる

人口について
ただし、人口の均等な分布は前提とされておらず、以下の四類型について検討している。
- 均等に分布する領域
- 小さい中心地をもって分布する領域
- 大きい中心地をもって分布する領域
- 二つの中心地をもって分布する領域

### K=3システム

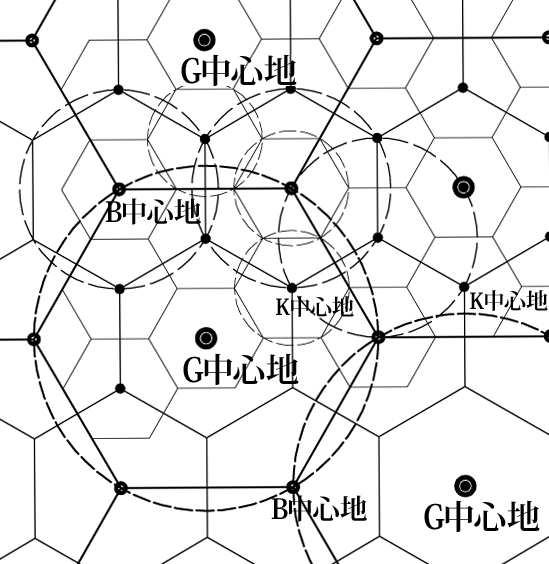
供給原理に基づいた中心地の配置。六角形は補完地域をあらわす。

クリスタラーによるK=3システムでは、高次の中心地からG>B>K>Aの順としており、はじめに中心地Bを取り上げて、地点Bを手掛かりとしてそれ以外の階層の位置関係を説明している。
都市Bから到達範囲が21㎞である財が供給されるとする。同規模の都市をできるだけ少数にし、供給範囲ができるだけ重ならないようにしたうえで未供給地域が生じないように配置すると、都市B間の距離は36kmとなる。
都市Bから到達範囲20kmの財を供給しようとすると、財を供給できない地域が発生するので、新たに都市Kを配置する。このとき、K階層の中心地はB階層の中心地がつくる正六角形の頂点に立地する。
到達範囲を19km、18kmと下げても到達範囲12㎞の財までは、到達範囲20kmの都市Kから満遍なく供給可能である。到達範囲11㎞の地点で都市Kと同じように都市Aを配置し、以下この作業の繰り返しである。

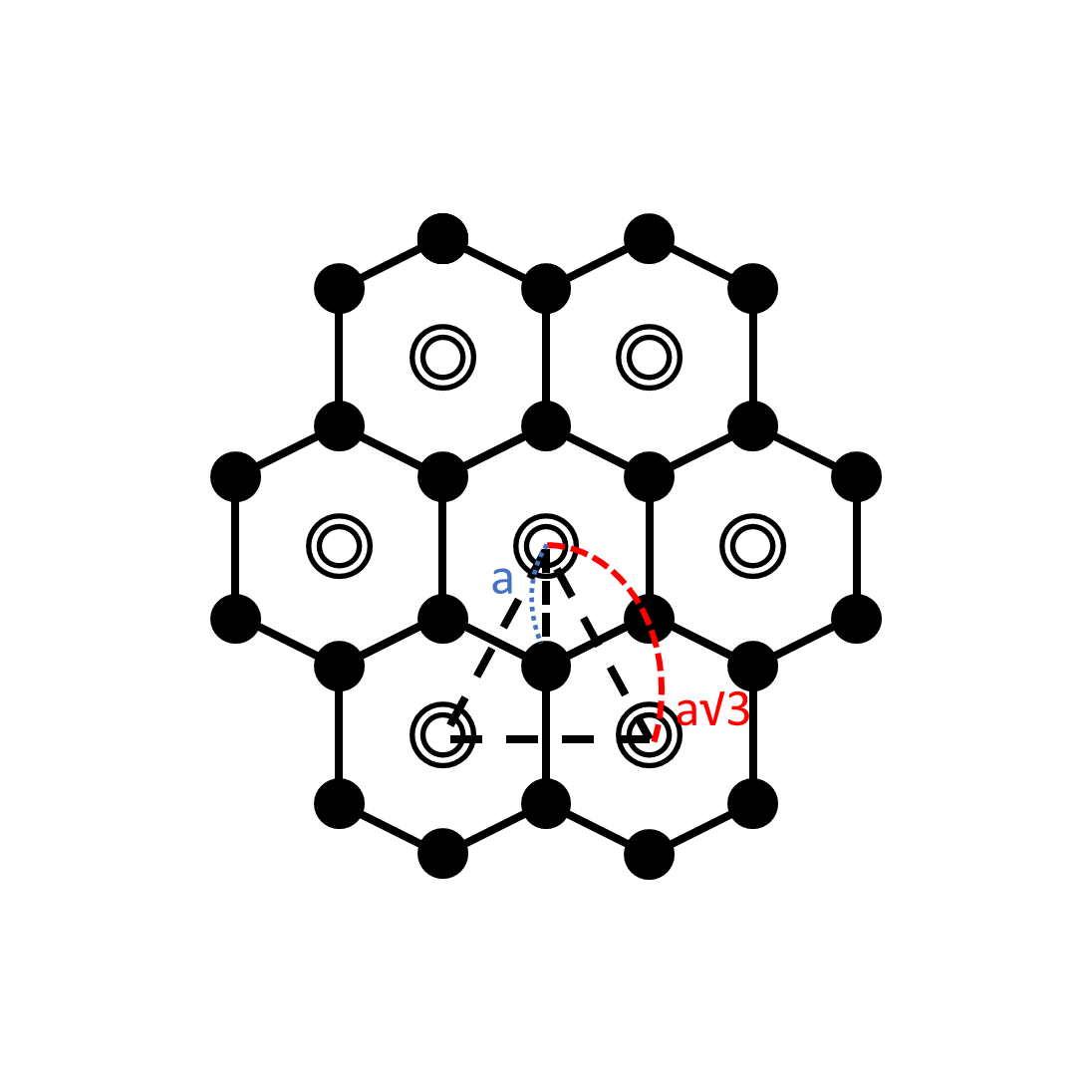
低次になるに従い中心地が3倍ずつ増え、高次になるに従い中心地間の距離が√3倍ずつ増えている。

このプロセスの繰り返しによって六角形上の中心地網が導き出され、補給原理や市場原理と呼ばれる。この原理では、下位になるに従って中心地が3倍ずつ増え、中心地間の距離は高次になるに従って√3倍ずつ増えることから、K=3システムと呼ばれている。また、K=3システムはクリスタラーの構築した3つのモデルの中で最も数の少ない中心地で財の供給を行うことができる。
なお、K=3システムは財の到達範囲の下限が財の到達範囲の上限を越えないように仮定されており、財の到達範囲の下限との関係は等閑視されている。クリスタラーの研究では漠然としている到達範囲の上限と下限の相互関係に関する研究は、ビーボンが試みた。

### K=4システム

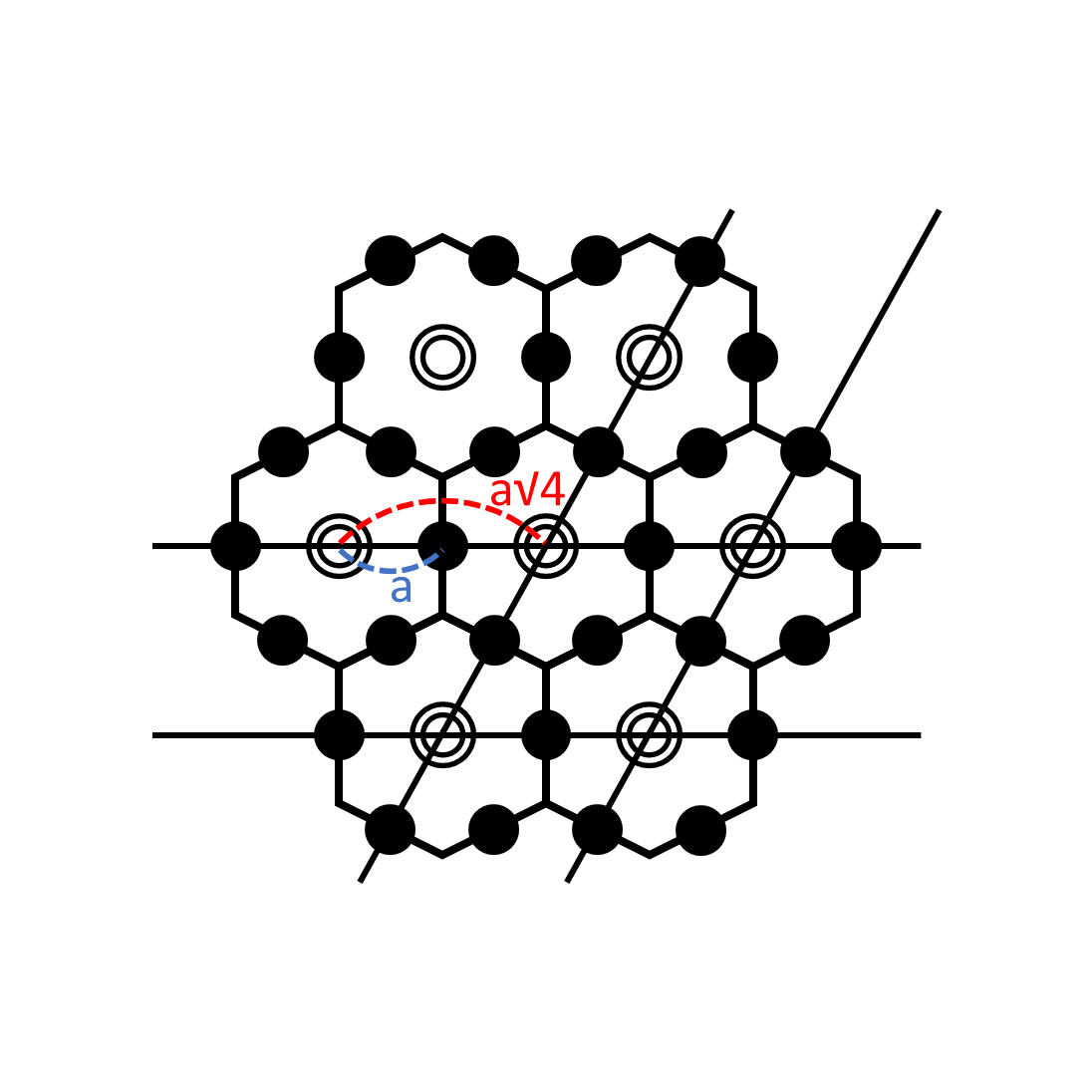
交通原理に基づく中心地の配置。低次になるに従い中心地が4倍ずつ増え、高次になるに従い中心地間の距離が√4倍ずつ増えている。

都市計画の条件によっては、直線的な交通路を引くことが優先されることがある。高次の都市間に鉄道を敷設した場合、高次の中心地G地点を結び、その中間地点B地点に都市が形成される。補給原理(K=3システム)では低次の中心地が六角形の頂点に現れてしまうため、交通に基づく中心地体系では6つの辺の中点に位置するように中心地網を変更させている。低次になるに従って中心地の数は4倍となり、高次になるに従って中心地の距離は√4倍となる。この場合の原理を交通原理と呼ぶ。

### K=7システム

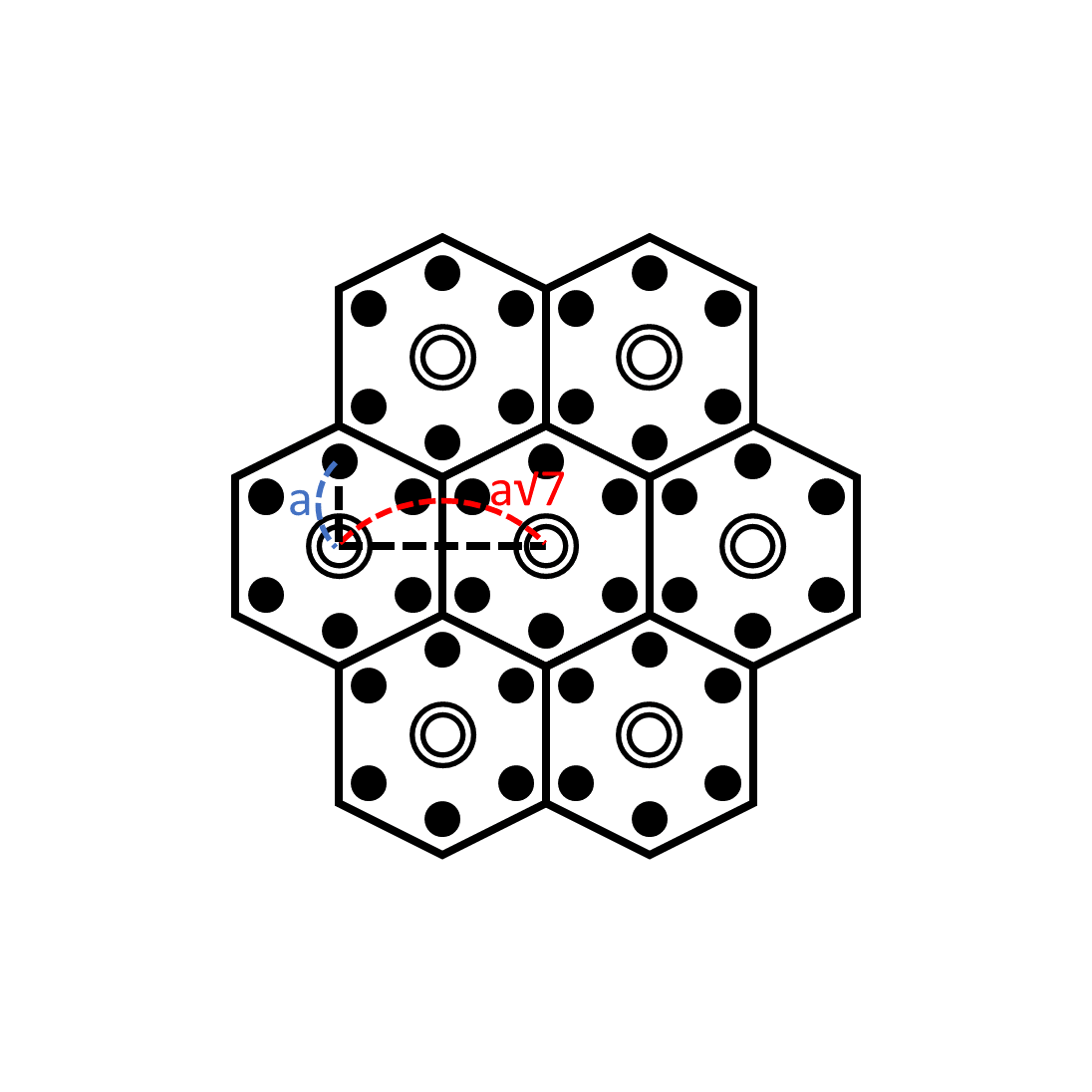
行政原理・隔離原理に基づく中心地体系

行政界や山・河川が中心地上に位置するような場合を想定した行政原理も論じられている。また、共同体が敵対する外部の作用から強く団結して防御しようとした場合の隔離原理もまとめて不規則な中心地体系であるK=7システムとして示されている。
行政原理の例としては、ベルリン分割が挙げられる。この場合、低次中心地を完全に高次中心地の六角形の中に組み込むと中心地の立地に関する問題が回避できるとクリスタラーは主張した。

### 評価と応用
中心地理論が発表された1933年当初、経済理論を援用したクリスタラーに対し、地域の個性を追求していたドイツの学会では芳しい評価が得られなかった。その後、計量革命で法則性が重視されるようになると評価が一変し、「理論地理学の父」と称されるほど高い評価を受けるようになった。また、クリスタラーの中心地理論は地理学だけでなく経済史や考古学などの分野でも活用されているほか、プレッドはクリスタラーの中心地システムにおける階層性を基礎として、レッシュ理論も援用して空間的拡散に関する研究を行った。

## レッシュの中心地理論

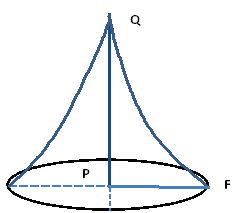
レッシュの需要円錐

レッシュの中心地理論では、生産者間で完全自由競争がなされた場合、販売圏は財の到達範囲の上限で重なり合い、相互に削られ、最終的には不当な利潤のない財の到達範囲の下限で正六角形のかたちで空間を埋め尽くす。また、レッシュ理論の特徴は、生産者の市場空間を「需要円錐」として空間的に捉えている点にある。経済学における需要曲線ではy軸方向に価格、x軸方向に数量を表しているが、レッシュの需要円錐は空間的な観点からz軸方向に販売圏を置いており、この円錐の堆積が地域における販売量として考えている点である。
レッシュは、財の種類によってそれぞれ販売圏が異なるとしており、少なくともひとつの中心地を共有するようにして財Aの市場網＋財Bの市場網＋財Cの市場網・・・といった形で市場網を順次重ね合わせた場合を考える。このとき、空間の中には中心地の重なりが多くなる「シティ・リッチ・セクタ」と中心地の重なりが少ない「シティ・プア・セクタ」が現れる。なお、重ね合わせにあたっては、歴史性、自然条件、政治システムの違いなどを考慮することができるが、レッシュは重ね合わせの論理については明らかにしておらず、研究上の課題として残っている。
また、レッシュ理論は1970年代にタラント、ビーボン、マーシャル、ハイツなどによって研究が進められた。

## クリスタラーとレッシュの理論の異同
クリスタラーとレッシュは六角形の市場が空間を埋め尽くすという点で共通している。クリスタラーは財の到達範囲の上限で中心地が立地すると考える一方、レッシュは財の到達範囲の下限で中心地が立地すると考える。このことから、クリスタラーは財政負担の軽減を主眼に置いており、レッシュは市場の自由競争を主眼に置いていることが分かる。
また、レッシュは複数の市場網を重ね合わせているため、重ね合わせ方によっては、クリスタラーのK=3システム、K=4システム、K=7システムをレッシュ理論で説明することもできる。このことから、クリスタラー・モデルはレッシュ・モデルの特殊な場合であるといえる。
クリスタラーは中心地の階層構造が規則的である一方、レッシュは必ずしも階層構造を取っておらず、都市の機能分化や専門化といった現象も説明できる。

## 中心地理論の活用例
- 日本においては、建設省による地方生活圏の整備計画や、自治省の広域市町村圏の構想に取り入れられた。

- マヤ文明研究でテイセン・ポリゴン法として応用され、ピーター・マシューなどが主張しているが、マヤ諸都市の同盟対立、支配従属などの力関係や考古学的な調査結果に基かず機械的に中心地からの中間点で諸都市の勢力範囲、ないしや食料、黒曜石などの資源調達範囲（キャッチメント・エリア）を考えようとしているため、激しい批判にさらされている。また、弥生時代の集落間のキャッチメント・エリアについても奈良大学の酒井龍一が主張しているが、同じような理由で疑問をもたれるか、意識的に無視されている。